# Dance 2 Trance
Dance 2 Trance was een Duits trance-duo bestaande uit Rolf Ellmer en dj Dag Lerner. De groep is een van de eerste trance-acts aller tijden. Ellmer is ook bekend als helft van het invloedrijke tranceduo Jam & Spoon. 
Dag Lerner en Rolf Ellmer leerden elkaar kennen in de trancescene van Frankfurt in de vroege jaren negentig. De samenwerking van het tweetal werd in 1990 gestart met een drietal ep's met daarop meerdere tracks. Dit waren ¿Where Is Dag?, Dance 2 trance en Let's get rollin'. Een populaire track daarvan is We Came In Peace, waarin een sample van Neil Armstrong wordt gebruikt. Deze track wordt nog enkele malen uitgebracht.  
In 1991 startten ze een nieuw project, genaamd Peyote. Hiermee werd de ep Shaman's call uitgebracht. De ep stond in het teken van de Mohawkindianen. De inspiratie voor de single kwam toen dj Dag, die een grote interesse heeft in de geschiedenis van de indianen, een film zag met de frase I will fight no more, forever uit de gelijknamige film uit 1975. Omdat hij deze graag in een track wilde verwerken, werd er een hele ep rond dit thema opgenomen. Als Peyote werd in 1992 ook de single Alcatraz uitgebracht. Rond dezelfde tijd namen ze de single Swing in trance op als The Odd company. 
In 1992 werd het indianenthema voortgezet onder de naam Dance 2 Trance uitgebracht. Hiervoor werd in twee weken tijd het album Moon spirits opgenomen, dat verder gaat in het indianenthema. Op het album staan enkele van de eerder uitgebrachte tracks, maar ook nieuw werk. De track Power of American Natives werd als single uitgebracht met een vocale bewerking door de zangeres Linda Rocco. Dit nummer was een grote hit in Europa en is een van de eerste vocale trancehits die bestaan. De platenmaatschappij en Ellmer willen als opvolger een nieuwe plaat maken met Linca Rocco. Echter DJ Dag wil niet de koers in slaan die tegen Eurodance aanschurkt. Voor de opvolger Take A Free Fall kiezen ze een mannelijke vocalist en meer pianomelodieen.
Begin 1995 verscheen er een nieuw album van Dance 2 Trance. Op Revival is het onderwerp van de indianen losgelaten. Het album was aanzienlijk minder succesvol dan zijn voorganger. Wel werd het nummer Warrior een kleine hit. Hierna werd het project ontbonden vanwege creatieve meningsverschillen tussen beide producers. Wel verschenen er in 1998 en 2009 nog remixes van The Power of American natives en werden alle tracks in 1998 op de verzamelaar Works uitgebracht.

## Discografie

### Albums
- 1992 - Moon Spirits
- 1995 - Revival
- 1996 - Works

### Singles
- 1990 - "We Came In Peace"
- 1991 - "Let's Get Rollin'"
- 1991 - "Where Is Dag?"
- 1992 - "Hello San Francisco"
- 1993 - "Power of American Natives"
- 1993 - "Power Of American Natives" Remixes
- 1993 - "Take A Free Fall"
- 1993 - "Take A Free Fall" Remixes
- 1994 - "Warrior"
- 1995 - "Warrior" (The Groovecult Remixes)
- 1995 - "I Have A Dream (Enuf Eko?)"
- 1995 - "I Have A Dream (Enuf Eko?)" Remixes
- 1997 - "Power Of American Natives 97"
- 1998 - "Power Of American Natives 98"
- 2009 - "Power Of American Natives 2009"